# Demond Greene
Demond William Greene (* 15. Juni 1979 in Fort Hood, Texas, Vereinigte Staaten) ist ein ehemaliger deutscher Basketballnationalspieler und heutiger Basketballtrainer, der von einem US-amerikanischen Vater und einer deutschen Mutter abstammt.

## Karriere

### Spieler
Demond Greene wuchs in Aschaffenburg auf und betrieb zunächst Leichtathletik (Weitsprung und Sprint). Seine Bestwerte waren 6,80 Meter im Weitsprung und eine Zeit von 11,3 Sekunden über 100 Meter. Mit 15 Jahren hörte er mit der Leichtathletik auf, als ihn sein Trainer zum Zehnkämpfer umschulen wollte. Basketball spielte er zunächst in einer Schulmannschaft sowie auf der Straße und erst ab dem Alter von 15 Jahren im Verein bei der TuS 1863 Aschaffenburg-Damm.
Nachdem seine Mutter in vorherigen Jahren noch einem Wechsel zur DJK Würzburg nicht zugestimmt hatte, nahm Greene im Alter von 17 Jahren an einem Probetraining in Würzburg teil, woraufhin ihm Holger Geschwindner anbot, Mitglied der Mannschaft zu werden. Den Gedanken, Basketball zu seinem Beruf zu machen, verfolgte Greene damals nicht. Zusammen mit dem späteren NBA-Star Dirk Nowitzki schaffte er mit den „X-Rays“ aus Würzburg 1998 den Aufstieg aus der 2. Basketball-Bundesliga in die höchste deutsche Spielklasse. Wie Nowitzki arbeitete auch Greene in Übungseinheiten mit Geschwindner an seiner Weiterentwicklung. Greene, der seinen Trainingsumfang erst mit der Aufnahme in die Sportfördergruppe der Bundeswehr deutlich erhöhte, wurde ebenfalls stark von Würzburgs kanadischem Trainer Gordon Herbert gefördert, der 2000/01 in Würzburg arbeitete. Zu Greenes Stärken zählten seine Sprungkraft und ein sicherer Wurf. 2002 wechselte er zu den Bayer Giants aus Leverkusen, nachdem er in der Saison 2001/02 mit 13,7 Punkten je Begegnung drittbester Würzburger Korbschütze gewesen war. Nachdem er bereits 2001 erstmals in den Kader der deutschen Nationalmannschaft berufen worden war, entwickelte er sich in Leverkusen zu einem der besten deutschen Werfer in der Bundesliga.
In der Saison 2005/06 wechselte er von Leverkusen zu Alba Berlin. Mit den Hauptstädtern wurde er 2006 deutscher Pokalsieger und Vizemeister. Greene trug in der Bundesliga-Saison 2005/06 im Schnitt 10,3 Punkte zum Berliner Spiel bei und war mit 59 getroffenen Dreipunktewürfen drittbester Distanzschütze der Mannschaft. Im Spieljahr 2006/07 fiel sein Punkteschnitt in der Bundesliga auf 7,8 je Begegnung. Nach dem Ende der Saison 2006/07 verzichtete der neue Berliner Trainer Luka Pavićević auf die Verlängerung des ausgelaufenen Vertrages und Greene wechselte zu Beginn der Saison 2007/08 für zunächst zwei Jahre zu dem amtierenden Deutschen Meister Brose Baskets nach Bamberg. 2007/08 verbuchte Greene in 24 Bundesliga-Einsätzen im Mittel 10,4 Punkte je Begegnung, 2008/09 waren es 8,2. In Bamberg wurde sein Vertrag nach dem Ende der Saison 2008/2009 allerdings nicht verlängert.
In der Saison 2009/10 spielte er für den griechischen Verein Olympia Larisa in der griechischen A1 Ethniki. Er wurde in 25 Spielen der griechischen Liga eingesetzt, in denen er Mittelwerte von 11 Punkten und 2 Rebounds sowie 1,6 Vorlagen verzeichnete. Nationaltrainer Dirk Bauermann, der ihn schon 2007 für die Brose Baskets verpflichtet hatte, holte Greene nach Deutschland zurück, um die Basketballmannschaft des FC Bayern München beim Aufstieg aus der ProA in die Bundesliga zu unterstützen. Dieser Aufstieg gelang bereits in Greenes erster Saison 2010/11, wobei Greene selbst den Großteil der Spielzeit aufgrund einer Achillessehnenverletzung aussetzen musste.
Mit der deutschen Nationalmannschaft wurde Greene bei der Basketball-Europameisterschaft 2005 Vizeeuropameister. Bei der Basketball-Weltmeisterschaft 2006 in Japan entwickelte er sich zu einer wichtigen Größe in der deutschen Nationalmannschaft. Im verlorenen Viertelfinalspiel gegen die US-Auswahl gelang ihm ein sehenswerter Block gegen Dwyane Wade, der im Trikot von Miami Heat Greenes Mannschaftskameraden Dirk Nowitzki in den Endspielen der NBA-Saison 2005/06 wenige Wochen zuvor bittere Stunden bereitet hatte. War er bei der EM 2005 noch ein reiner Defensivspezialist, überzeugte Greene bereits ein Jahr später sowohl in der Verteidigung als auch im Angriff und erzielte während der WM 2006 als drittbester Korbschütze der deutschen Mannschaft mit 9,2 Punkten je Begegnung seinen höchsten Mittelwert bei einem großen internationalen Turnier. Bei der EM 2007 in Spanien belegte Greene mit der Nationalmannschaft unter Bundestrainer Dirk Bauermann den fünften Platz.
Im August 2008 nahm er mit der deutschen Nationalmannschaft an den Olympischen Spielen 2008 in Peking teil, für die sich Deutschland mit dem dritten Platz beim Qualifikationsturnier in Athen qualifizierte. Die deutsche Auswahl schied bei diesem Turnier bereits in der Vorrunde aus und erlitt im letzten Spiel gegen den späteren Olympiasieger aus den Vereinigten Staaten eine Niederlage, die mit 57:106 das am deutlichsten entschiedene Spiel des gesamten Olympiaturniers 2008 sowie eine der höchsten Niederlagen der Nationalmannschaft überhaupt darstellte. Sein letztes Spiel für die Nationalmannschaft bestritt Greene am 2. September 2010 bei der Weltmeisterschaft 2010 im Spiel gegen Jordanien. Ein Achillessehnenriss im Oktober 2010 ließ ihn den Anschluss zur Mannschaft verlieren.
Greene spielte für viele deutsche Spitzenmannschaften, konnte aber erst 2014 mit der Basketballmannschaft des FC Bayern München deutscher Meister werden. Er spielte in dieser Meistersaison jedoch nur 00:37 Minuten – und zwar stand er genau die letzten 37 Sekunden im letzten Endspiel gegen Alba Berlin auf dem Feld und hatte dabei keinen Ballkontakt.

### Trainer
Nach der Saison 2013/14 beendete Greene seine Spielerkarriere. Er hospitierte nach dem Ende seiner Spielerlaufbahn in der Nachwuchsabteilung des FC Bayern München und machte den A-Trainerschein, ehe er im November 2015 Teil des Trainerstabes beim FC Bayern wurde, nachdem er zuvor mit dem Gedanken geliebäugelt hatte, ausschließlich als Trainer für Athletik und Spielerentwicklung tätig zu werden. Greene übernahm bei der zweiten Herrenmannschaft sowie der U19-Mannschaft des Vereins die Aufgaben als Co-Trainer sowie als Athletiktrainer.
Ab der Saison 2016/17 trainierte Greene die U19-Mannschaft des FC Bayern, die er umgehend zur deutschen Meisterschaft in der NBBL führte. Zur Saison 2018/19 wurde er zum Cheftrainer der zweiten Männermannschaft des Vereins befördert. In der Sommerpause 2020 wechselte er als Co-Trainer der FCB-Bundesligamannschaft in den Stab von Andrea Trinchieri. Ab 2023 arbeitete Greene in München im selben Amt unter dem Spanier Pablo Laso und gewann als Co-Trainer 2024 die deutsche Meisterschaft sowie den Pokalwettbewerb. Mit dem Ende der Saison 2023/24 endete seine Tätigkeit als Assistenztrainer in München.
Im Sommer 2025 trat Greene das Traineramt beim Zweitligisten PS Karlsruhe an.

## Sonstiges
Greene trägt den Spitznamen Desmond, den ihm Dirk Nowitzki in der gemeinsamen Würzburger Zeit gab. Nach seinem Wechsel nach Würzburg wohnte Greene zunächst bei Nowitzkis Großmutter. Greene begann eine Lehre zum Industriemechaniker. Nach dem Abschluss seiner Ausbildung durchlief er die Grundausbildung bei der Bundeswehr und kam danach in die Sportfördergruppe.